# Pinus glabra
Pinus glabra ist ein immergrüner Nadelbaum aus der Gattung der Kiefern (Pinus) mit meist 4 bis 8 Zentimeter langen, in Paaren angeordneten Nadeln und 4 bis 7 Zentimeter langen Samenzapfen. Das natürliche Verbreitungsgebiet liegt im Südosten der Vereinigten Staaten. Die Art ist nicht gefährdet. Sie ist wirtschaftlich nur von geringer Bedeutung und wird kaum gärtnerisch genutzt.

## Beschreibung

### Erscheinungsbild
Pinus glabra wächst als immergrüner, 30 bis 35 Meter hoher Baum. Der Stamm ist gerade und säulenförmig und erreicht einen Brusthöhendurchmesser von bis zu 100 Zentimeter. Das größte bekannte Exemplar wurde 2003 mit einer Höhe von 47,6 Metern, einem Kronendurchmesser von 21,4 Metern und einem Stammdurchmesser von 1,2 Metern gemessen. Die Stammborke ist dick, graubraun und unter Witterungseinfluss grau. Sie bleibt lange glatt und schuppig, zerbricht später in kleine, unregelmäßige, längliche Platten, die durch flache Furchen getrennt sind. Die Borke der Äste ist grau, glatt und blättert nicht ab. Die wenigen Hauptäste stehen waagrecht oder aufgerichtet und bilden bei älteren Bäumen eine gerundete oder flache Krone. Die benadelten Zweige sind dünn, rötlich bis purpurn braun, unbehaart und nach dem Verlust der Nadeln durch bleibende Pulvini rau. Junge Triebe sind anfangs bläulich überlaufen und später grau.

### Knospen und Nadeln
Die Knospen sind eiförmig, 5 bis 10 Millimeter lang, spitz und leicht harzig. Die als Knospenschuppen ausgebildeten Niederblätter sind rotbraun und schmal gerandet. Die Nadeln wachsen in Paaren in einer anfangs 5 bis 10 Millimeter langen sich später auf 3 bis 7 Millimeter verkürzenden Nadelscheide. Sie sind dunkelgrün, steif, gerade, um die Längsachse leicht verdreht, 4 bis 8 Zentimeter lang und 0,7 bis 1,2 Millimeter breit und bleiben zwei bis drei Jahre am Baum. Der Nadelrand ist fein gesägt, das Ende spitz. Auf allen Nadelseiten gibt es schmale Spaltöffnungslinien. Es werden zwei oder drei Harzkanäle gebildet.

### Zapfen und Samen
Die Pollenzapfen wachsen spiralig angeordnet in kleinen Gruppen. Sie sind kurz zylindrisch, 1 bis 1,5 Zentimeter lang, anfangs leicht purpurn und später braun. Die Samenzapfen wachsen einzeln oder in Paaren. Sie sind bis zu 1 Zentimeter lang gestielt, 4 bis 7, selten ab 3 oder bis 10 Zentimeter lang, geschlossen eiförmig-länglich und geöffnet eiförmig-zylindrisch, anfangs grün und bei Reife rotbraun. Sie reifen nach zwei Jahren, öffnen sich weit um die Samen abzugeben und bleiben danach drei bis vier Jahre am Baum, bevor sie zusammen mit dem Stiel abfallen. Die 60 bis 90 Samenschuppen sind breit keilförmig, dünn holzig und an der Basis mehr oder weniger biegsam. Die Apophyse ist leicht erhöht, quer gekielt, im Umriss unregelmäßig rhombisch oder hat einen gerundeten oberen Rand. Der Umbo ist abgesenkt oder stumpf, unbewehrt oder mit einem schwachen, abfallenden kleinen Stachel bewehrt. Die Samen sind verkehrt eiförmig bis beinahe deltoid, 5 bis 6 Millimeter lang und braun gefleckt. Der Samenflügel ist 12 bis 15 Millimeter lang.

### Chromosomenzahl
Die Chromosomenzahl beträgt 2n=24.

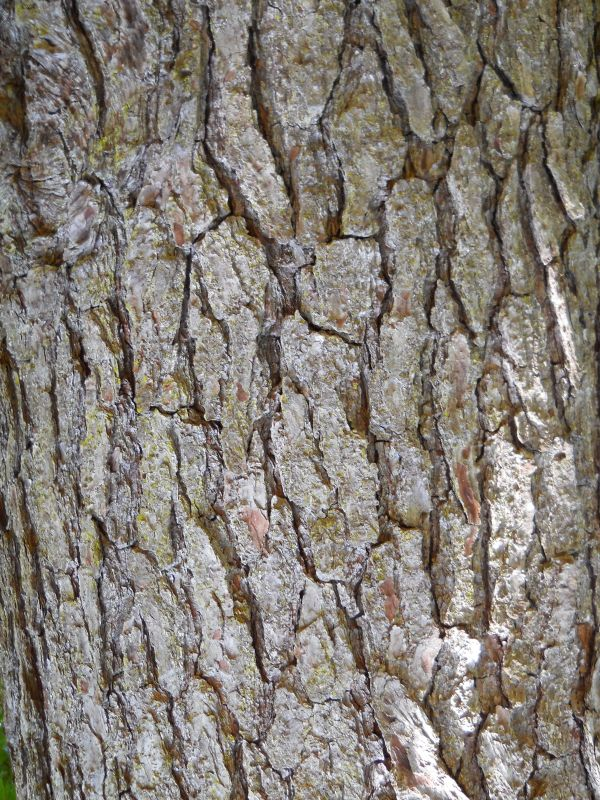
Borke
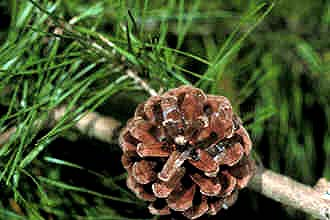
Zweig mit Nadeln und Samenzapfen

## Verbreitung, Ökologie und Gefährdung

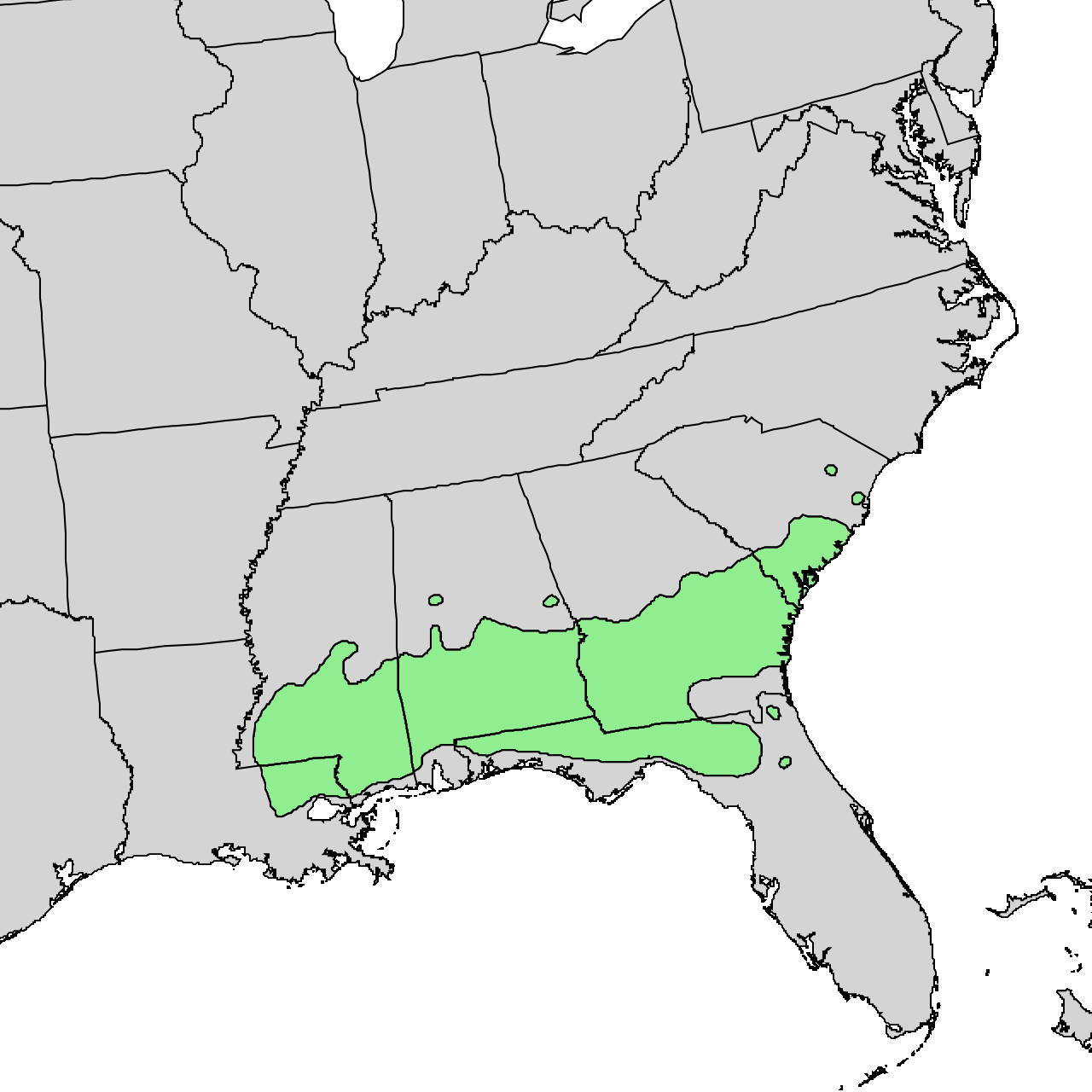
Natürliches Verbreitungsgebiet

Das natürliche Verbreitungsgebiet von Pinus glabra liegt im Südosten der Vereinigten Staaten in Alabama, im Norden von Florida, in Georgia, im Osten von Louisiana, in Mississippi und South Carolina.
Die Art wächst im warmgemäßigten Klima des Tieflands im Südosten der USA in Höhen von bis zu 150 Metern. Die Sommer im natürlichen Verbreitungsgebiet sind lang, heiß und feucht, die Winter mild. Das Verbreitungsgebiet wird der Winterhärtezone 8 zugeordnet mit mittleren jährlichen Minimaltemperaturen von −12,2° und −6,7° Celsius (10 bis 20° Fahrenheit). Die Bäume treten verstreut in Flusstälern, auf Flussbänken, auf Hügeln und in Sumpfgebieten auf saurem Untergrund auf. Junge Bäume wachsen meist im Schatten von Laubbäumen wie Vertretern der Magnolien (Magnolia), dem Tulpenbaum (Liriodendron tulipifera), dem Amerikanischen Amberbaum (Liquidambar styraciflua), Vertretern der Tupelobäume (Nyssa), der Hickory (Carya), der Buchen (Fagus) und der Eichen (Quercus), die sie jedoch mit der Zeit an Höhe übertreffen. Diese Schattenverträglichkeit ist bei Kiefern eher unüblich und nimmt mit der Wuchshöhe ab, daher sind oft Öffnungen im Kronendach notwendig, damit die Art die anderen Bäume übertreffen kann. Im Gegensatz zu anderen Kiefern ist Pinus glabra feueranfällig. Neben den Laubbäumen findet man sie auch zusammen mit Pinus elliottii, der Weihrauch-Kiefer  (Pinus taeda) und der Echte Sumpfzypresse (Taxodium distichum).
In der Roten Liste der IUCN wird Pinus glabra als nicht gefährdet („Lower Risk/least concern“) eingestuft. Es wird jedoch darauf hingewiesen, dass eine Neubeurteilung notwendig ist.

## Systematik und Forschungsgeschichte
Pinus glabra ist eine Art aus der Gattung der Kiefern (Pinus), in der sie der Untergattung Pinus, Sektion Trifoliae und Untersektion Australes zugeordnet ist. Sie wurde 1788 von Thomas Walter in der Flora Caroliniana erstmals wissenschaftlich beschrieben. Der Gattungsname Pinus wurde schon von den Römern für mehrere Kiefernarten verwendet. Das Artepitheton glabra bedeutet kahl und verweist auf die unbehaarten jungen Triebe. Die Art hat keine Synonyme.
Pinus glabra ähnelt in der Baumform der Weymouth-Kiefer (Pinus strobus), Triebe und Nadeln ähneln denen von Pinus echinata, doch sind die Nadeln dunkler und die Zapfenschuppen weniger stachelig. Sie kann mit Pinus echinata Hybride bilden, natürliche Hybride sind jedoch nicht bekannt.

## Verwendung
Das Holz von Pinus glabra hat nur eine geringe Qualität, es ist brüchig und wenig dauerhaft. Zusammen mit dem verstreuten Auftreten verhindert das eine intensive Nutzung. Lokal kann sie, wenn sie  zusammen mit anderen Kiefern wächst, eine gewisse wirtschaftliche Bedeutung als Holzlieferant haben. In manchen Gebieten wird sie als Christbaum verwendet, braucht jedoch häufigen Zuschnitt, um die gewünschte Form und Zweigdichte zu erreichen. Sie wird nur selten außerhalb von Botanischen Gärten und Arboreten gärtnerisch verwendet.